# Radula yunnanensis
Radula yunnanensis là một loài rêu trong họ Radulaceae. Loài này được P.C. Chen mô tả khoa học đầu tiên năm 1955.
Danh pháp khoa học của loài này chưa được làm sáng tỏ. 